# Аскеранский район (НКАО)
Аскера́нский райо́н (азерб. Әсҝәран рајону, арм. Ասկերանի մարզ) — административная единица в составе Нагорно-Карабахской автономной области Азербайджанской ССР.

## История
В средние века левобережная часть территории Аскеранского района НКАО относилась к Хаченскому княжеству (меликству). Правобережье Каркара принадлежало меликству Варанда, центром которого и княжеской резиденцией была крепость Аветараноц, расположенная на юге района.
После образования Нагорно-Карабахской автономной области в 1920-е годы был сформирован район с центром в столице области — Степанакерте, получивший одноимённое название — Степанакертский. Указом Президиума Верховного Совета Азербайджанской ССР от 15 мая 1978 года было постановлено утвердить решение исполнительного комитета областного Совета народных депутатов Нагорно-Карабахской автономной области о переносе центра Степанакертского района из города Степанакерт (ныне Ханкенди) в рабочий посёлок Аскеран и переименовании Степанакертского района в Аскеранский район, таким образом районным центром стал Аскеран, а сам район был переименован в Аскеранский. В 1979 году в районе насчитывалось 52 поселения.
С началом Карабахского конфликта руководство Азербайджанской ССР приступило к реализации плана по созданию нового районного центра. С 1988 по 1990 годы население посёлка Ходжалы было увеличено в три раза до 6 тыс. жителей за счёт размещения здесь переселенцев из Средней Азии (более 2000 турок-месхетинцев) и Армении (около 2000 азербайджанцев). В апреле 1990 года Ходжалы получил статус города по инициативе второго секретаря ЦК компартии Азербайджанской ССР Виктора Поляничко, который подписал соответствующий нормативно-правовой акт.
Согласно пункту 3 Закона Азербайджанской Республики «Об упразднении Нагорно-Карабахской Автономной Области Азербайджанской Республики» от 26 ноября 1991 № 279-XII Аскеранский район был упразднен, а согласно пункту 4 того же Закона на базе упраздненного Аскеранского района был организован Ходжалинский район с центров в городе Ходжалы.
Город Ходжалы был оккупирован 26 ноября 1992 года, согласно утверждениям азербайджанской стороны — 366 мотострелковым полком, при поддержке армянских сил.
Некоторые другие села района, находящиеся вблизи Агдама (например, село Пирляр) были оккупированы в 1993 году.
Согласно административно-территориальному делению непризнанной Нагорно-Карабахской Республики, фактически контролировавший большую часть территории бывшего Аскеранского района НКАО в период с 1992 по 2023 год, он входил в Аскеранский район НКР.
Согласно административно-территориальному делению Азербайджанской Республики территории бывшего Аскеранского района входят в Ходжалинский район район Азербайджаа.

## Население
| Год  | Армяне | %    | Азербайджанцы | %    | Русские | %   | Всего  |
| ---- | ------ | ---- | ------------- | ---- | ------- | --- | ------ |
| 1926 | 26 702 | 99,7 | 22            | 0,1  | 9       | 0,1 | 26 788 |
| 1939 | 26 881 | 91,7 | 2 014         | 6,9  | 305     | 1,0 | 29 321 |
| 1959 | 17 693 | 85,5 | 2 884         | 13,9 | 75      | 0,4 | 20 694 |
| 1970 | 15 642 | 79,9 | 3 785         | 19,3 | 6       | 0,1 | 19 570 |
| 1979 | 14 772 | 73,5 | 5 231         | 26,0 | 53      | 0,2 | 20 094 |